# Cheilanthes distans
Cheilanthes distans es una especie de helecho de la familia botánica Pteridaceae. Tiene un aspecto lanoso, con pequeños pelos blancos en la parte superior de las hojas, y por debajo de un color marrón oxidado.

## Descripción
Es un helecho  con rizoma corto rastrero, cubierto de escamas lanceoladas, enteras. Las frondas, abundantes, alcanzan un tamaño de 30 cm de altura, y menos de 3 cm de ancho; estípite de color marrón rojizo a pardo oscuro, brillante, moderado a densamente cubierto de escamas lanceoladas, enteras y marrones, lámina estrecha-lanceoladas, 2-pinnadas, de superficie superior escasamente peluda con pelos blanquecinos, la superficie inferior de escamas de color oro-marrón; sésiles los segmentos del final, de 1-6 mm de largo y 1 mm de ancho.

## Distribución
Esta pequeña planta es nativa de diversas partes de Australia, incluyendo Australia Occidental y el este de Nueva Gales del Sur. En ocasiones se ve alrededor de Sídney, en zonas rocosas expuestas. Crece en las zonas de alta precipitación pluvial, así como en las áreas semiáridas del interior de Australia. Otras áreas de distribución son Nueva Zelanda y Nueva Caledonia.

## Taxonomía
Cheilanthes distans fue descrita por (R.Br.) Mett. y publicado en Abhandlungen herausgegeben von der Senckenbergischen Naturforschenden Gesellschaft 3 1859
Sinonimia
- Nothochlaena distans orth. var. F.Muell.
- Acrostichum distans (R.Br.) Sm.
- Eriochasma distans (R.Br.) Hereman
- Notholaena distans R.Br.
- Cheilanthes distans var. distans[5]